# Новорождественское сельское поселение (Томская область)
Новорожде́ственское се́льское поселе́ние — муниципальное образование (сельское поселение) в Томском районе Томской области, Россия. В состав поселения входят 5 населённых пунктов. Центр сельского поселения — село Новорождественское. Население — 1805 чел. (по данным на 1 августа 2012 года).

## История
Статус и границы сельского поселения установлены Законом Томской области от 12 ноября 2004 года № 241-ОЗ «О наделении статусом муниципального района, сельского поселения и установлении границ муниципальных образований на территории Томского района».

## Население
| 2002  | 2008  | 2009  | 2010  | 2011  | 2012  | 2013  | 2014  | 2015  |
| ----- | ----- | ----- | ----- | ----- | ----- | ----- | ----- | ----- |
| 1923  | ↘1842 | ↘1838 | ↘1791 | ↗1796 | ↘1795 | ↘1775 | ↗1778 | ↘1745 |
| 2016  | 2017  | 2018  | 2019  | 2020  | 2021  |       |       |       |
| ↘1697 | ↘1695 | ↘1638 | ↘1608 | ↘1601 | ↗1610 |       |       |       |

## Состав сельского поселения
| № | Населённый пункт   | Тип населённого пункта       | Население (2012) | Население (2015) |
| - | ------------------ | ---------------------------- | ---------------- | ---------------- |
| 1 | Новорождественское | село, административный центр | 1067             | ↘950             |
| 2 | Мазалово           | деревня                      | 530              | ↘469             |
| 3 | Новостройка        | деревня                      | 18               | ↗34              |
| 4 | Романовка          | деревня                      | 180              | ↘157             |
| 5 | Усманка            | деревня                      | 0                | →0               |

### Упразднённые населённые пункты
Подлесовка — упразднена в 1980 году.

## Местное самоуправление
Глава сельского поселения — Дудин Александр Владимирович. Председатель Совета — Воскобойников Константин Николаевич.
В 2016 году в поселении разразился уникальный для области парламентский кризис, в ходе которого местный совет мог быть распущен из-за бездействия депутатов.

## Экономика
Основу экономики поселения составляет сельское хозяйство. Крупнейшими предприятиями на территории поселения являются СПК «Луч» и ООО «Сибирское зерно» (оба — в селе Новорождественском), а также ООО «Мазаловские нивы» (д. Мазалово).

## Транспорт
Автобусное сообщение с Томском имеют с. Новорождественское и д. Мазалово. На 2009 год общая протяжённость дорог между населёнными пунктами в поселении составляла 77 км, из них 18 км — с твёрдым покрытием.

## Образование
На территории поселения работают два дошкольных учреждения и две школы (по одному заведению каждого типа в Новорождественском и Мазалово).